# Apolinary z Posat
Apolinary z Posat OFMCap, fr. Apollinaire de Posat, właściwe Jean-Jacques Morel (ur. 12 czerwca 1739 w Prez-vers-Noréaz, zm. 2 września 1792 w Paryżu) – błogosławiony Kościoła katolickiego, męczennik, ofiara prześladowań antykatolickich okresu francuskiej rewolucji.
Urodził się miejscowości położonej w szwajcarskim kantonie Fryburg. Od 1755 roku kształcił się w kolegium jezuickim założonym przez Piotra Kanizjusza. Do zakonu kapucynów wstąpił w 1760 roku obierając imię Apolinary. Śluby zakonne złożył 26 września 1763 roku, a święcenia kapłańskie przyjął 22 września roku następnego. Początkowo jego posługa polegała na pomocy w parafiach w Sion, Porrentruy, Bulle i Romont. Od 1744 do 1788 roku był wykładowcą i nauczycielem, a także pełnił rolę doradcy i spowiednika. Oddelegowany został do posługi duszpasterskiej jako kapelan jeńców wojennych do Paryża, gdzie miał podjąć studia języków orientalnych.
Wobec zmuszania duchowieństwa do składania przysięgi konstytucyjnej opublikował w 1791 roku książkę Le Séducteur demasqué ou L`apostasie des jureurs. Aresztowany został 14 sierpnia za odmowę złożenia przysięgi na cywilną konstytucję kleru. Był jedną z ofiar tak zwanych masakr wrześniowych, w których zginęło 300 duchownych i jednym z zamordowanych w klasztorze karmelitów 2 września 1792 roku z nienawiści do wiary (łac) odium fidei.
Dzienna rocznica śmierci jest dniem kiedy wspominany jest w Kościele katolickim.
Apolinary z Posat znalazł się w grupie 191 męczenników z Paryża beatyfikowanych przez papieża Piusa XI 17 października 1926.